# Салијски законик
Салијски законик (лат. Lex Salica) представљао је салијски франачки грађански законик, који је настао крајем V или на самом почетку VI века у германској држави Франачкој . Донео га је ујединитељ Франачке, владар династије Меровинга, краљ Хлодовех.  Сачуван је велики број његових преписа односно редакција, од којих оне најстарије садрже 65 чланова, касније око 100 чланова, док је тек у време Карла Великог издат пречишћен текст законика садржао 70 чланова. Писан је на латинском језику, а утицај римског права је видљив само код казни. Већина казни је композиционог карактера, и те новчане казне доста одударају од једног неразвијеног друштва окренутог натуралној привреди. У свему осталом, законик је израз обичајног права Франака. Законик је изразито казуистичан, као и други варварски зборници, и нарочито га карактерише велики број кривичних дела за која се предвиђају различити износи новчане казне. Такође и осликава низак степен правне развијености франачког племенског друштва.
Иако је првобитно замишљен као закон Салијанаца или западних Франака, имао је формативан утицај на традицију статусног права која се проширила на модерну историју западне и централне Европе, нарочито у немачким државама, Холандији, делови Италије и Шпаније, Аустроугарске, Румуније и Балкана. Салијски законик одражава низак степен правног развитка и тесну везаност за племенску традицију (казуистичност, видљиви остаци колективне својине сеоских заједница, формализам и симболика, правни положај жене...) као и многи други законици у правној историји, који су настајали записивањем и модификовањем обичаја у време када се тек оформила држава. Због тога већину варварских зборника познати правни историчар Diamond сврстава у ,,ране кодексе“.

## Историја закона
Оригинално издање кодекса наручио је први краљ свих Франака, Хлодовех I (око 466-511), а објављено је негде између 507. и 511. године. Именовао је четири комесара за истраживање употребе закона који су до објављивања Салијског закона били записани само у главама одређених старешина. Преношење је било у потпуности усмено. Салијски законик стога одражава древне употребе и праксе. Да би ефикасније управљали, било је пожељно да монарси и њихове администрације имају писани кодекс.  Наредних 300 година кодекс се копирао ручно и мењао се према потреби како би се додали новодонешени закони, ревидирали измењени закони и брисали они који су укинути. За разлику од штампања, ручно копирање је појединачни акт појединачног преписивача са сопственим идејама и стилом. Сваки од неколико десетина сачуваних рукописа садржи јединствен скуп грешака, исправки и садржаја. Закони се називају наслови, јер сваки од њих има своје име. Различите области наслова стекли су појединачна имена што је открило нешто о њиховом пореклу. Неке од тих десетина имена усвојене су за специфичну референцу, често имају исту ознаку као и целокупно дело, закон.

### Меровиншка фаза
Сви рукописи Хендрика Керна организовани су у пет породица у складу са сличношћу и релативним хронолошким редоследом, судећи по садржају и датуму материјала у тексту. Породица I је најстарија, садржи четири рукописа из 8. и 9. века, али  садржи 65 наслова за које се верује да су копије оригинала објављених у 6. веку. Поред тога, они садрже ,,Malberg Glosses", који наводи матерњу судску реч за неке латинске речи. Они су названи из матерњег малберга, ,,језика суда". Кернова породица II, коју представљају два рукописа, иста је као и породица I, осим што садржи "интерполације или бројне додатке који указују на каснији период".

### Каролиншка фаза
Породица III је подељена у две поделе. Први, који садржи три рукописа, 8.-9. век, представља проширени текст од 99  или 100 наслова. Друга подела, са четири рукописа, ,,садржи трагове покушаја да се језик учини сажетим". Изјава даје порекло: "У 13. години владавине нашег најславнијег краља Франака, Пипина". Неки од интерних докумената сачињени су после владавине Пипина Кратког, али се сматра да је то поправка коју је покренуо Пипин, па се стога назива Пипина Реценсио. Породица IV такође има две поделе: прва се састојала од 33 рукописа; други, један рукопис. Карактерише их унутрашње додељивање латинских имена различитим одељцима различитог порекла. Два одељка датирају са 768. и 778., али верује се да ће измена бити датирана 798., крајем владавине Карла Великог. Ово издање себе назива the ,,Lex Salica Emendata" или ,,Lex Reformata" или ,,Lex Emendata" и очигледно је резултат реформе закона Карла Великог. ОдДо тада је његово Свето римско царство чинило већину западне Европе. Он додаје законе избора (слободне воље) преузете из ранијих законских закона немачких народа који изворно нису били део Француске. Они су нумерисани у законима који су тамо били, али имају свој квази-пресек, наслов. Сви Французи из Франачке били су подложни истом законском законику, који је задржао укупни наслов Lex Salica. Ови интегрисани одељци позајмљени из других немачких закона су Lex Ribuariorum, касније  Lex Ribuaria, закони су усвојени од рипурских Франака, који су пре Хлодовеха I били независни. The Lex Alamannorum узимао је законе од Алеманија, тада подложних Францима. Према Францима, њима је управљао франковски закон.

## Неки од закона
I. О позивању странака на суд
1. Ако неко по прописима краљевских закона буде позван на суд, па не дође, пресудиће се да плати 600 динара, што износи 15 солида.
2. Онај који другога позове на суд, па сам не дође, а зато нема правоваљаних разлога, пресудиће се да ономе кога је позвао плати 15 солида.
3. А онај који некога позива на суд треба да оде са сведоцина до његове куће, па ако не буде код куће, треба позвати жену или било кога од његових укућана да му саопшти да га је позвао на суд.
4. Међутим, ако је неко спречен службом краљу, не може бити позван на суд.
5. Али, ако је својим пословима био заузет ван села, може да буде позван на суд, као што смо напред рекли.
              V. О крађи коза
1. Ако неко украде три козе, и то му буде доказано, пресудиће се да поред накнаде штете и камате, плати 120 динара, то износи 3 солида.
2. Међутим, ако неко украде више од три козе, пресудиће се да поред накнаде штете и камате, плати 600 динара, то износи 15 солида.
              VI. О крађи паса
1. Ако неко украде или убије ловачког пса предводника, пресудиће се да плати 600 динара, што износи 15 солида.
2. Ако неко украде или убије пастирског пса, пресудиће се да поред накнаде штете и камате, плати 120 динара, што износи 3 солида.
              XV. О убиству и отмици туђих жена
1. Ако неко убије слободног човека или од живог мужа отме жену, пресудиће се да плати 8.000 динара, што износи 200 солида.
              XX. О убиству деце
1. Ако неко убије дечака, млађег од десет година или до напуњене десете, и то му буде доказано, пресудиће се да плати 24.000 динара, што износи 600 солида.
2. Ако неко убије дечака који још носи дугу косу, пресудиће се да плати 600 солида.
3. Ако неко злостави слободну и трудну жену, па она умре, пресудиће се да плати 28.000 динара, што износи 700 солида.
4. Ако неко убије дете у мајчиној утроби, или пре него што добије име, и то му буде доказано, пресудиће се да плати 4.000 динара, што износи 100 солида.
5. Ако дечак испод 12 година почини неки злочин, од њега се неће захтевати казна.
6. Ако неко убије слободну жену која може да рађа, пресудиће се да плати 24.000 динара, што износи 600 солида.
7. Ако је убије пошто више не може да рађа, пресудиће се да плати 8.000 динара, што износи 200 солида.
                LXIV.  О слуги вештица
1. Ако неко за некога каже да је слуга вештица, тј. да је њихов носач, или онај за кога се прича да носи котао у коме вештице кувају, пресудиће се да плати 2.500 динара, што износи 62 ½ солида.
2. Ако неко за слободну жену каже да је вештица, и не буде то могао доказати, пресудиће се да плати три пута по 2.500 динара, што износи 187 ½ солида.
                XLVIII. О лажном сведочанству
1. Ако неко буде лажно сведочио, пресудиће се да плати 600 динара, што износи 15 солида.
2. Ако буде сумњиво да се неко криво заклео, саклетвеници ће се пресудити да плате по 5 солида.
3. Ако некоме то буде доказано, пресудиће се да, поред накнаде штете, камате и трошкова спора, плати 600 динара, што износи 15 солида.
             LIX. О наслеђу
1. Ако неко умре и не остави деце, а жива му је мајка, она ће га наследити.
2. Ако му мајка није жива, а остави брата или сестру, они ће га наследити.
3. Ако ни њих нема, наследиће га тетка.
4. А даље, наследиће га најближи сродник из поменутих лоза.
5. Земљу, међутим, никако не може да наследи жена, него цела земља припада мушкарцима његова рода.

## Неки принципи закона
Ови закони и њихова тумачења дају увид у франачко друштво. Кривични закони утврдили су одштету и новчане казне за повреде људи и оштећење добара (нпр. робови), крађу и непроизвођене увреде. Једна трећина судских трошкова. Тумачење судије било је од стране пороте вршњака.
Грађански закон утврђује да је појединачна особа правно незаштићена ако не припада некој породици. Дефинисана су права чланова породице: на пример, једнака подела земљишта међу свим живим мушким наследницима.

### Агнатска сукцесија
Једно начело грађанског закона је агнатска сукцесија, изричито искључујући жене из наслеђивања престола или феудалног добра. Заиста "Салијски законик" се често користио једноставно као синоним за наслеђивање агната. Али важност Салијског законика протеже се даље од правила наследства, јер је директан предак правних система који се данас користе у многим деловима континенталне Европе.
Салијски законик регулише сукцесију према полу. Агнатска сукцесија значи сукцесија престола или феудалног добра које иде агнату претходника: нпр. брату, сину или најближем мушком рођаку кроз мушку линију, укључујући и подружнице агната, нпр. врло удаљене рођаке. Главни облици су агнатски стаж и агнатска примогенитура. Ово последње, које је најчешће, значи наследство најстаријем сину монарха; ако монарх није имао синова, престо би прешао на најближег рођака у мушкој линији.

### Женско наследство
Што се тиче наследства земљишта, Салијски законик је рекао: Од Салијске земље ниједан део баштине неће доћи код жене, већ ће целокупно наслеђе земље доћи мушком роду. Што се тиче земље Салика, ниједан део или наследство није за жену, али целокупно земљиште припада припадницима мушког пола који су браћа. Како су то тумачили салијски Франци, закон је забранио женама баштинске претке "Salic land", ова забрана се није односила на другу имовину (као што је лична имовина); а под Чипером I негде око 570. године, закон је измењен тако да дозвољава наследство земље од стране ћерке ако мушкарац нема преживелих синова. Чини се да формулација закона, као и уобичајена употреба тих дана и векова после, подржавају тумачење да је наслеђе подељено између браће. А ако се жели наследити сукцесија, то се може тумачити мандатом агнатског старешинства, а не директним почетницима. Када га континенталне наследне монархије користе од 15. века, у циљу наследства агната, сматра се да Салијски законик искључује све жене из сукцесије као и да забрањује пренос права наследства преко било које жене. Најмање два система наследне сукцесије су директне и потпуно примене Салијског законика: агнатско старешинство и агнатска примогенитура.
Такозвана полусалијска верзија наредбе о сукцесији предвиђа да се најпре примењује потомство свих мушкараца, укључујући све мушке линије; али ако су све такве линије изумрле, најближи женски сродник (попут ћерке), последњег мушког власника имања, наслеђује, а након ње, сопствени мушки наследници према салијском наређењу. Другим речима, жена која је најближа последњем члану сматра се "мушким" због наследства и сукцесије. Од средњег века постојао је други систем сукцесије, познат као когнатска мушка примогенитура, која заправо испуњава очигледне одредбе првобитног Салијског законика: сукцесија је дозвољена такође преко женских линија, али искључује само жене у корист својих синова. Нпр. деду без синова, наследиће син његове ћерке, када је дотична ћерка још увек жива. Или ујак који нема сопствену децу, наследи син његове сестре, када је дотична сестра још увек жива.

## Примене закона о сукцесији и наследству

### У Француској
Меровиншки краљеви су своје краљевство поделили подједнако међу свим живим синовима, што је довело до много сукоба и братоубилаштва међу супарничким наследницима. Каролинжани су исто радили, али су такође поседовали царско достојанство, које је било недељиво и прелазило је само на једну особу. Primogeniture или склоност најстаријој линији у преношењу наследства на крају су се појавиле у Француској, под каптолским краљевима. Рани Капетовићи имали су само једног наследника, најстаријег сина, кога су крунисали током живота. Уместо једнаког дела наслеђа, млађи синови капетских краљева добили су апарат, који је феудална територија под сизеранством краља. Феудални закон дозвољавао је преношење феудалног добра кћерима које нису плаћале синове. Да ли се феудални закон односио и на француски престо, све до 1316, нико није знао.

### Наследство 1316. године
Изузетно дуго времена, од оснивања династије Капета 987. до смрти Луја X 1316, најстарији живи син краља Француске наследио би престо након његове смрти. Није било претходне прилике да се покаже да ли су жене искључене из сукцесије на круни или не. Луј Х умро је без сина, али је оставио трудну жену. Краљев брат, Филип, гроф од Поатјера, постао је регент. Нерођено дете се показало као мушко, на олакшање краљевства. Али новорођенче је живело само пар дана. Скупштина прелата, лордова, паришке буржоазије и лекара Универзитета, окупила се у фебруару. Филип V тражио је од њих да напишу аргумент који оправдава његово право на престо Француске. Ове "опште изјаве" сложиле су се у изјави да жене "не успевају у краљевству Француске", формализујући Филипову узурпацију и немогућност жена да дођу на престо Француске, што је принцип који је био на снази до краја монархије. Филип је имао подршку племства и имао је ресурсе за своје амбиције. Филип је победио над Бургундијским војводом, тако што му је за брак дао своју ћерку, звану Јоан,са окрузима Артоис и Бургундија као њено евентуално наследство. 27. марта 1317. године у Лаону је потписан уговор између бургундијског војводе и Филипа V , којим се Јоан одрекла свог права на престо Француске.

### Наследство 1328. године
Филип је, такође, умро без сина, а његов брат Карло наследио га је као Карло IV, цар Светог римског царства. И Карло је умро без сина, али је такође оставио жену трудну. Била је то још једна криза сукцесије, иста она из 1316. године: било је потребно и припремити се за могућу регенцију и припремити се за могућу наследницу на престолу. У овом тренутку прихваћено је да жене не могу да захтевају круну Француске  (без икаквог писменог правила који то још увек предвиђа).
Под применом агнатстког принципа, искључене су:
- кћери Луја Х, Филипа V, Kaрла IV, укључујући евентуалну нерођену ћерку трудне краљице Жан д Евре;
- Изабела из Француске, сестра Луја Х, Филипа V и Карла IV, супруга енглеског краља Едварда II.
Удовица Карла IV родила је ћерку. Изабела из Француске, сестра Карла IV, преузела је престо за свог сина Едварда III. Французи су одбацили ту тврдњу, напоменувши да "жене не могу пренети право које не поседују", што је последица начела сукцесије 1316. Регент, Филип од Валое, постао је Филип VI у Француској 1328. Филип је постао краљ без озбиљних опозиција, све док његовог покушаја заузимања Гасконе 1337. године, што је Едварда III подстакло да поднесе захтев за француским престолом.

## Остале европске апликације
Бројни војни сукоби у европској историји проистекли су из примене или непоштовања Салијског законика. Карлистички ратови настали су у Шпанији због питања да ли наследник престола треба бити рођак жене или мушкарца. Рат Аустријске сукцесије покренут је Прагматичном санкцијом 1713. године, којом је Карло VI из Аустрије, који је наслеђивао аустријску баштину над својим сестрама као резултат Салијског законика, покушао да обезбеди наследство директно својој ћерки Марији Терезији, што је пример рада полусалијског закона.
У модерној Краљевини Италији, под Савојском династијом, наследство на престолу било је регулисано Салијским закоником.
Салијски законик је такође био важно питање Шлезије и Холштајна и играо је истрошену свакодневну улогу у одлучивању о наслеђивању и склапању брака заједничких кнежевина немачких држава, попут Саксоније Вајмар, наводећи репрезентативни пример. Није претерано рећи да се европско племство суочавало са салијским питањима на сваком кораку и нијансама дипломације, посебно када се ради о преговарању, мора се угасити читава мушка линија да би се власништво над земљом могло пренети (браком) жени- владарске жене биле су анатема у немачким државама све до модерног доба. На сличан начин су раздвојени престоли Краљевине Холандије и Великог Војводства Луксембурга 1890. године, наследством принцезе Вилхелмине као прве краљице регрета у Холандији. Као остатак Салијског законика, дужност владајућег монарха Холандије увек је формално позната као "краљ", иако је њен назив можда "краљица". Луксембург је прешао у далеке сродне агнате династије Орање-Насау. Међутим, и та се династија суочила са изумирањем у мушкој линији мање од две деценије касније. Оставши без агната по мушкој линији у преосталим огранцима династије Насау, велики војвода Вилијам IV од Луксембурга усвојио је полу-салијски законик сукцесије тако да би његове ћерке могле да га наследе.